# Музеи Красноярского края
Красноярский край, наряду с Иркутской и Омской областями, находится среди лидеров по числу музеев в Сибири.
В 1877 году Николай Михайлович Мартьянов создал в Минусинске один из первых в Сибири краеведческих музеев — Минусинский краеведческий музей. Через десять лет в 1887 году при библиотеке открыт музей в городе Ачинске, ныне носящий имя своего создателя, Дмитрия Семёновича Каргополова. В 1883 году открыт краеведческий музей в Енисейске. Музей создан А. И. Кытмановым и Н. В. Скорняковым. Один из крупнейших в России краеведческих музеев Красноярский краеведческий музей был открыт 12(24) февраля 1889 года.
К 1989 году в Красноярском крае действовало 341 общественных музеев различного профиля: исторические, краеведческие, литературные, технические, художественные и др. Музеи создавались в сёлах, школах, на заводах и фабриках.

## Ачинск
Ачинский краеведческий музей им. Д.С. Каргаполова с филиалом — Ачинским музейно-выставочным центром.

## Боготол
Боготольский городской краеведческий музей.

## Бородино
Музей истории города Бородино.

## Дивногорск
- Дивногорский городской музей;
- Дивногорский художественный музей.

## Енисейск
Енисейский краеведческий музей.

## Железногорск
Железногорский музейно-выставочный центр.

## Зеленогорск
Зеленогорский музейно-выставочный центр.

## Канск
Канский краеведческий музей.

## Красноярск
- Красноярский краевой краеведческий музей (вместе с филиалами: Литературный музей имени В. П. Астафьева, Музей-пароход «Святитель Николай», Музей-усадьба Г.В. Юдина[2], Мемориальный комплекс В.П. Астафьева[3], Музей истории финансовой системы Енисейской губернии-Красноярского края[4]);
- Красноярский государственный художественный музей им. В.И. Сурикова;
- Красноярский исторический музей «Мемориал Победы»;
- Музей геологии Центральной Сибири «GEOS»;
- Музейный центр «Площадь Мира»;
- Музей-усадьба В. И. Сурикова;
- Дом-музей П. А. Красикова;
- Красноярский городской выставочный зал;
- Музей леса по Красноярскому краю;
- Народный музей истории и развития судоходства в Енисейском бассейне;
- Музей истории Красноярской железной дороги;
- Живой музей «Экодом»;
- Интерактивный музей науки «Ньютон Парк»;
- Интерактивный музей «Лофт Великана»[5];
- Музей игрушек и рукоделия;
- Музей Красноярской авиации;
- Музей связи[5];
- Музей художника Б.Я. Ряузова;
- Музей-мастерская мотоциклов «Шестаков-реставрация».

## Лесосибирск
Лесосибирский краеведческий музей.

## Минусинск
- Минусинский краеведческий музей им. Н.М. Мартьянова (вместе с филиалами: Мемориальный дом-музей «Квартира Г.М. Кржижановского и В.В. Старкова», Музей декабристов, Картинная галерея);
- Музей ретро автомототехники СССР.

## Назарово
Музейно-выставочный центр города Назарово.

## Норильск
Музейно-выставочный комплекс «Музей Норильска»: основное здание музея, художественная галерея, дом-музей «Первый дом Норильска», Талнахский филиал, арт-резиденция «PolArt».
- Музей строительства и развития Норильской железной дороги

## Шарыпово
Краеведческий музей.

## Бирилюсский район
Бирилюсский краеведческий музей в селе Новобирилюссы.

## Богучанский район
Богучанский районный историко-краеведческий музей в селе Богучаны.

## Ермаковский район
Мемориальный дом-музей А. А. Ванеева (филиал Историко-этнографического музея-заповедника «Шушенское») в селе Ермаковское.

## Кежемский район
Кежемский историко-этнографический музей им. Ю. С. Кулаковой в городе Кодинск.

## Краснотуранский район
Краснотуранский историко-этнографический музей в селе Краснотуранск.

## Курагинский район
- Курагинский районный краеведческий музей в посёлке городского типа Курагино;
- Берёзовский историко-краеведческий музей (филиал Курагинского районного краеведческого музея) в селе Берёзовское;
- Музей им. А.М. Кошурникова (филиал Курагинского районного краеведческого музея) в посёлке городского типа Кошурниково.

## Мотыгинский район
Мотыгинский районный краеведческий музей в посёлке городского типа Мотыгино.

## Саянский район
Саянский краеведческий музей в селе Агинское.

## Таймырский Долгано-Ненецкий район
- Таймырский краеведческий музей в городе Дудинка;
- Музей природы и этнографии Таймырского заповедника в селе Хатанга.

## Тасеевский район
Тасеевский краеведческий музей в селе Тасеево.

## Туруханский район
- Игарский краеведческий комплекс «Музей вечной мерзлоты» в городе Игарка;
- Краеведческий музей Туруханского района в селе Туруханск;
- Мемориальный дом-музей Я.М. Свердлова и С.С. Спандаряна в селе Туруханск.

## Ужурский район
Златоруновский историко-краеведческий музей в посёлке Златоруновск.

## Шушенский район
- Историко-этнографический музей-заповедник «Шушенское» в посёлке городского типа Шушенское;
- Музей Ивана Ярыгина (филиал Историко-этнографического музея-заповедника «Шушенское») в селе Сизая.

## Эвенкийский район
Эвенкийский краеведческий музей в посёлке Тура.